# Кабинет-секретарь

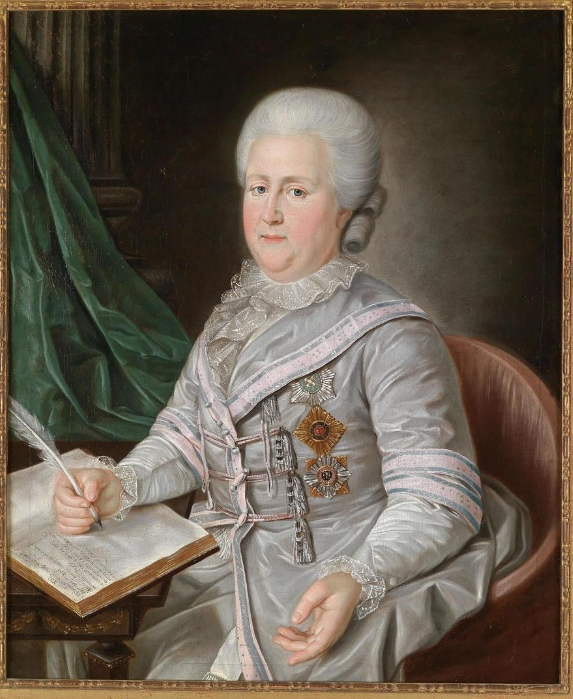

Кабинет-секретарь или статс-секретарь — государственная должность, существовавшая в Российской империи в правление Екатерины II и её сына Павла, в другом источнике указано что она существовала ещё при Петре Алексеевиче.

## История
Канцелярия статс-секретарей выделилась из состава Императорского кабинета в 1763 году и до учреждения министерств в 1802 году служила личной канцелярией монарха.
После восшествия на престол Екатерина II поручила ведать своими делами А. В. Олсуфьеву, И. П. Елагину и Г. Н. Теплову. В июне 1763 года был документально оформлен порядок приёма ими челобитных на имя императрицы. Они также передавали ей жалобы на волокиту в учреждениях. Прежде подобные прошения собирал через свою канцелярию генерал-рекетмейстер.
Секретари весь день дежурили в приёмной императрицы и являлись к ней по первому вызову. Екатерина имела привычку заслушивать секретарей ежедневно и лишь к концу правления сократила число аудиенций до двух в неделю. Получив резолюцию императрицы на том или ином прошении, секретари рассылали документы в Правительствующий сенат и по другим государственным учреждениям.
У каждого кабинет-секретаря имелась собственная канцелярия, причём её размер косвенно свидетельствовал о весе того или иного секретаря. Самой большой канцелярией обладал в 1780-е годы А. А. Безбородко. «Младшим» секретарям, С. М. Козьмину и П. И. Пастухову, императрица поручала в основном технические вопросы, они принимали прошения лично. На момент смерти императрицы «собственными Её Императорского Величества делами» ведали трое человек — Д. П. Трощинский, П. И. Турчанинов и А. М. Грибовский.
Почти все статс-секретари были люди не выдающегося богатства и не особо родовитые. Из 16 екатерининских секретарей 6 были выходцами из казацких старшин. Позиция кабинет-секретаря давала им возможность завязать связи при дворе и благодаря своей деловитости продвинуться по карьерной лестнице, чем А. А. Безбородко и П. В. Завадовский, к примеру, и воспользовались в полной мере.

## Кабинет-секретари Екатерины II
- Олсуфьев, Адам Васильевич (1762—1764)
- Елагин, Иван Перфильевич (1762—1768)
- Теплов, Григорий Николаевич (1762—1768)
- Козьмин, Сергей Матвеевич (1763—1780)
- Козицкий, Григорий Васильевич (1768—1775)
- Стрекалов, Степан Фёдорович (1771—1774)
- Пастухов, Пётр Иванович (1773—1796)
- Завадовский, Пётр Васильевич (1776—1793)
- Безбородко, Александр Андреевич (1775—1796)
- Соймонов, Пётр Александрович (1779—1796)
- Турчанинов, Пётр Иванович (1779—1796)
- Храповицкий, Александр Васильевич (1783—1793)
- Попов, Василий Степанович (1786—1797)
- Державин, Гавриил Романович (1791—1793)
- Трощинский, Дмитрий Прокофьевич (1793—1798)
- Грибовский, Адриан Моисеевич (1795—1796)

## Кабинет-секретари Павла I
- Нелединский-Мелецкий, Юрий Александрович (1796—1798)
- Обресков, Пётр Алексеевич (1797—1798)
- Неплюев, Дмитрий Николаевич (1798—1800)
- Кутайсов, Иван Павлович (1800—1801)
- Энгель, Фёдор Иванович (1801)